# Ramona Kapheim
Ramona Kapheim z domu Jahnke (ur. 8 stycznia 1958 w Strasburgu) – niemiecka wioślarka reprezentująca NRD, złota medalistka olimpijska i wicemistrzyni świata.

## Kariera
Wystąpiła na igrzyskach olimpijskich w Moskwie w 1980, gdzie osada NRD w składzie: Ramona Kapheim, Silvia Fröhlich, Angelika Noack, Romy Saalfeld i Kirsten Wenzel (sterniczka) zdobyła złoty medal w czwórkach ze sternikiem. W finale o 1,48 sekundy wyprzedziły osadę Bułgarii i o 1,65 sekundy osadę ZSRR. Był to jej jedyny start olimpijski. Nie brała udziału w igrzyskach olimpijskich w Los Angeles w 1984, z uwagi na bojkot zawodów przez NRD.
Ponadto na mistrzostwach świata w Bledzie (1979) Martina Boesler, Silvia Fröhlich, Petra Köhler, Jutta Raeck, Renate Neu, Ilona Richter, Ramona Kapheim, Karin Metze i Marina Wilke wywalczyły srebrny medal w ósemkach, przegrywając tylko z osadą ZSRR. 
Z zawodu była nauczycielką, po zakończeniu kariery sportowej pracowała w tym zawodzie.
W 1980 została odznaczona Orderem Zasługi dla Ojczyzny.